# Campeonato Capixaba de Futebol de 1989
O Campeonato Capixaba de Futebol de 1989 foi a 73ª edição do campeonato de futebol do estado do Espírito Santo. A competição foi organizada pela Federação de Futebol do Estado do Espírito Santo (FES) e o campeão foi a Desportiva Ferroviária.
Com o título, o clube garantiu vaga pela primeira vez na Copa do Brasil em 1990.

## Participantes
| Clube                  | Cidade                  |
| ---------------------- | ----------------------- |
| AA Colatina            | Colatina                |
| Castelo                | Castelo                 |
| Desportiva Ferroviária | Cariacica               |
| Estrela do Norte       | Cachoeiro de Itapemirim |
| Guarapari              | Guarapari               |
| Ibiraçu                | Ibiraçu                 |
| Ordem e Progresso      | Bom Jesus do Norte      |
| Rio Branco-ES          | Vitória                 |
| Santo Antônio          | Vitória                 |
| Vitória-ES             | Vitória                 |

## Premiação
| Campeonato Capixaba de 1989                 |
| Cariacica                                   |
| ------------------------------------------- |
| Desportiva Ferroviária Campeão (12º título) |